# 夕べのひととき
『夕べのひととき』（ゆうべのひととき）は、平日18時からNHK-FM放送で放送されていた音楽リクエスト番組。

## 概要
前番組は「くらしの話題」。
番組初期は、都道府県別（北海道は更に支庁単位、福岡県はさらに福岡都市圏〈久留米都市圏を含む〉と北九州都市圏別）で各局独自番組を制作。局によって番組タイトルが異なっている場合もあり、東京地方は「夕べの広場」であった（#各局のタイトル・歴代DJ等を参照）。内容は全てリクエストを中心とした音楽番組で企画ネット番組である（宇都宮局・横浜局などの一部局はローカルニュースを中心に放送）。1990年度から、それまで都道府県別であった番組内容を、全国8ブロックに分けた地域番組へ移行。

### 都道府県別の時代
1989年（平成元年）度までは、3大都市圏の県域を含む全国すべての都道府県でラジオ第1放送とは別のローカル番組が制作され、この時は東京だけが『夕べの広場』、その他の局は『夕べのひととき』や局独自のタイトルを使っていた。
NHK-FM放送の場合は、NHKラジオ第1放送（中波）とは違い、全国各都道府県や、北海道では更に支庁単位で放送局・中継局があるため、広域放送の地域である関東地方・東海3県・近畿地方でも都道府県別、北海道は支庁単位（札幌、函館、旭川、帯広、釧路、北見、室蘭）、福岡県は北九州放送局と福岡放送局で、最大で54もの個別の番組が同時刻に放送されていた。
したがってスピルオーバーにより、複数の都道府県のNHK-FM局が聞ける地域に住む者にとっては、同時刻に多数の番組から選択する事が可能で、これは同時期に放送されていた「FMリクエストアワー」同様、民放FM多局化以前の時代には、貴重な存在であった。
DJは、地方局の数少ないアナウンサー達から選ばれたり、土曜日のFMリクエストアワーも担当する女性アシスタントが兼任する局もあったりで、同番組と似た出演者となり、平日版のFMリクエストアワーと捉えるリスナーもいた。
エアチェックブーム期、民放FM局がまだ無い地域の者は、若者向けのヒット曲がほぼ放送されないNHK-FMの中で「FMリクエストアワー」「ひるの歌謡曲」と並び、ヒット曲が録音出来る数少ない番組の1つであった。

### 各局のタイトル・歴代DJ等
かつて刊行されていたFM情報誌（FM STATION、FMレコパル、FMファン、ザテレビジョン=一時期FM番組表を併載など）やFMの週間番組表を掲載した産経新聞、朝日新聞（現在は連載終了）などでは、全国的に「（午後）6:00　夕べのひととき（各地域別放送）」と表示されていたことがあった。前後や同時間帯他局の番組内容が詳細に書かれていたのとは対照的である。
『ザ・FM』には1986年当時のタイトルが掲載されている。
- 札幌「夕べのひととき」「ほっからんど北海道」
  - 佐藤紀子

- 旭川「夕べのひととき」
  - 福井慎二
  - 福田均
  - レコード回し担当女性アシスタント→ハローサタデーでもレコード担当としてスタジオに入る

- 帯広「帯広夕べのひととき」

- 釧路「PGFMスタジオ」

- 北見「KPジョッキー」

- 青森「こんばんは6時です」→「こんばんは青森です」

- 秋田「夕べのひととき」
  - 石川文子 1984年頃[2]

- 水戸「水戸FM夕べのひととき」

- 前橋「まえばし夕べのひととき」→「TPふれあい広場」

- 宇都宮「とちぎ北南」

- 浦和「夕べのひととき」

- 千葉「千葉夕べのひととき」

- 東京「夕べの広場」

- 横浜「神奈川くらしの話題」

- 甲府「家路へのひととき」

- 長野「6時のジョッキー」

- 新潟「夕べのひととき」

- 富山「夕べのひととき」

- 金沢「金沢からのひととき」

- 福井「夕べのひととき」

- 津「FM夕べのひととき」

- 大津「QPジョッキー」

- 京都「ファミリージョッキー」

- 大阪「BKジョッキー 夕べのリクエスト」

- 神戸「スタジオ神戸」

- 奈良「奈良イブニングジョッキー」

- 和歌山「夕べのひととき FMわかやまジョッキー」
  - 桶谷知美[3]

- 松江「夕べのひととき」
  - 山下みちよ[4]

- 岡山「KKジョッキー」

- 広島「夕べのひととき」
  - 堀口典子
  - 山上優子

- 山口「夕べのひととき」

- 松山「夕べのひととき」

- 高松「夕べのひととき」

- 徳島「ゆうゆうジョッキー」

- 福岡「夕べのひととき」
  - 田中彰[5]

- 長崎「夕べのひととき」

- 沖縄「NHKうちなぁジョッキー」

## ブロック化以降
1990年度からは、全国を8つのブロックに分け、各ブロックごとの基幹局から放送することにした。東京・渋谷NHK放送センターで制作の『夕べの広場』は、関東の各県域局にネットされ、関東・甲信越ブロックのローカル番組と位置付けられた。
但し前橋放送局はネットをせず独自の『夕べのひととき』を継続、千葉放送局もタイトルこそ同じ『夕べの広場』ながらも毎週金曜日に限って独自番組を放送した。
2011年、東日本大震災の余波もあり仙台放送局をキーステーションに放送していた東北ブロックも打ち切り、その後は、九州・沖縄ブロックのローカル番組として継続されていたが、後述の通り2013年3月で終了となった。

### 各ブロックの番組名
| 地域     | 番組名                                           |
| 北海道   | ほっからんど北海道 → フレッシュサウンド北海道    |
| 東北     | 夕べのひととき                                   |
| 関東     | 夕べの広場 → サンセットパーク                    |
| 東海北陸 | FMトワイライト                                   |
| 近畿     | イブニングミュージックライン → かんさいeスクエア |
| 四国     | FMゆうやけジョッキー                             |
| 中国     | 夕べのひと時                                     |
| 九州     | 夕べのひととき                                   |
| -------- | ------------------------------------------------ |

### 東北ブロック
仙台局より東北地方に向けて放送していた。

#### 最終年度のパーソナリティ
- 丹野なな子（月曜・火曜）
- 浅野早百合（水曜－金曜）

### 九州ブロック
福岡局より九州・沖縄に向けて放送。沖縄局は一時期『うちなぁジョッキー』を隔週金曜に放送していたが、2010年度以降は不定期化した代わりに毎週金曜を『沖縄ミュージックジャーニー』に差し替えている。
2012年度より、平日（金曜除く）17:20-18:00に繰り上げ（『音楽遊覧飛行』の再放送差し替え。全国で唯一）となり、18時台は『とことん○○』の前週分再放送が行われている。
2013年3月28日をもって放送終了となった。

#### パーソナリティ
- 井芹美穂（2012年2月20日 - ）
  - 2010年度まで担当していた前田美基は制作専門となりキャスター職を辞め、『トン☆スタ』に専念。それ以前から担当し、前田降板後は単独で務めていた髙木梨絵は2012年2月17日限りで降板した。

#### 2011年度の主なコーナー
- 18:10頃 ゲストコーナー
- 18:35頃 ハッピーコール
- 18:45頃 アナログな1曲

#### 過去のコーナー
- 18:30頃 何でも情報コーナー
- 18:45頃 ミュージック・ピックアップ
- 毎週金曜日　オール･リクエスト（2005年3月まで）